# Центральний Нуварагам-Палата (підрозділ окружного секретаріату)
Підрозділ окружного секретаріату Центральний Нуварагам-Палата — підрозділ окружного секретаріату округу Анурадхапура, Північно-Центральна провінція, Шрі-Ланка. Складається з 40 Грама Ніладхарі.